# Goodyera fusca
Goodyera fusca är en orkidéart som först beskrevs av John Lindley, och fick sitt nu gällande namn av Joseph Dalton Hooker. Goodyera fusca ingår i släktet knärötter, och familjen orkidéer. Inga underarter finns listade i Catalogue of Life.